# 醍醐麻沙夫
醍醐 麻沙夫（だいご まさお、1935年1月3日 - 2024年3月20日）は、日本の小説家、元サックス奏者。本名は広瀬 富保（ひろせ とみやす）。

## 人物・来歴
神奈川県横浜市生まれ。学習院大学文学部卒。弟は音楽家広瀬秀雄。
大学卒業後、日本のビッグジャズバンド「スマイリー小原とスカイライナーズ」でサックスを担当していた。
同バンドから脱退後は、ブラジルに移住し、職を転々としながら、日系人文学愛好者の集い「コロニア文学会」で小説を書き始める。1974年「「銀座」と南十字星」でオール読物新人賞受賞、1975年「夜の標的」で直木賞候補。1991年「ヴィナスの濡れ衣」でサントリーミステリー大賞佳作。アマゾンの釣りに関する小説や、伝奇推理小説を書く。ウェブサイト「ブラジル移民文庫」を企画。
2024年3月20日、前立腺がんのためサンパウロ市内の病院で死去。89歳没。

## 著書
- 『ブラジルジョーク集』（編著）実業之日本社 1980
- 『その窓から何が見えるか』光文社カッパ・ノベルス）1980
- 『原生林に猛魚を追う』講談社 1981
- 『南半球のザ・ジャパニーズ ブラジルにおける日本人の適応』文藝春秋 1981
- 『森の夢 ブラジル日本人移民の記録』冬樹社 1981
- 『殺人カーニバル』講談社ノベルス 1983
- 『「銀座」と南十字星』無明舎出版 1985
- 『アマゾン・クライマックス 巨大魚ピラルクへの旅』新潮文庫 1985
- 『大蛇狩り アマゾン冒険小説』サンケイノベルス 1985
- 『古事記変幻魔界の森・富士』トクマ・ノベルズ 1985
- 『磯の帝王 つりサスペンス』サンケイノベルス 1986
- 『古事記変幻妖術の都・吉備』トクマ・ノベルズ 1986
- 『媚薬 スーハーマンH氏の性春物語』扶桑社 1988
- 『ヴィナスの濡れ衣 南紀殺人事件』文藝春秋 1991
- 『熊野路伝説殺人事件』トクマ・ノベルズ 1992
- 『原生林の猛魚たち』つり人ノベルス 1992
- 『那智伝説殺人事件』トクマ・ノベルズ 1992
- 『横浜ポートサイド迷宮殺人 迷宮課浦島警部の登場』中央公論社(C・NOVELS)1994
- 『大阪古代ロマン迷宮殺人 迷宮課浦島警部の挑戦』中央公論社(C・NOVELS)1994
- 『白秋「邪宗門」迷宮殺人 迷宮課浦島警部の推理』中央公論社(C・NOVELS)1994
- 『南蛮伝説殺人事件』講談社ノベルス 1995
- 『アマゾンの巨魚釣り』つり人ノベルス 1996
- 『巨魚を釣る』講談社 1996
- 『アマゾン河の食物誌』集英社新書 2005
- 『超積乱雲』無明舎出版 2008
- 『ブラジル日本移民小史』編述. ブラジル日本移民100周年記念協会, 2008.1